# Hofreis

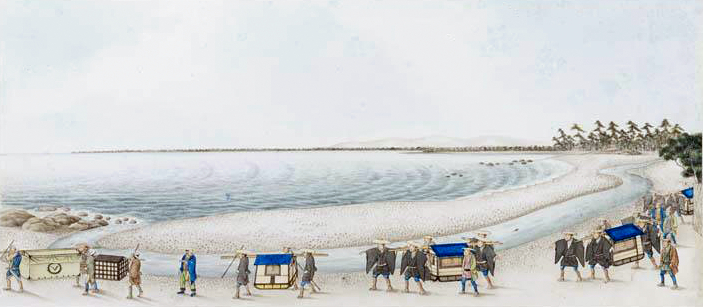
Hofreis van Dejima naar Edo in het jaar 1826. Prent van Keiga Kawahara

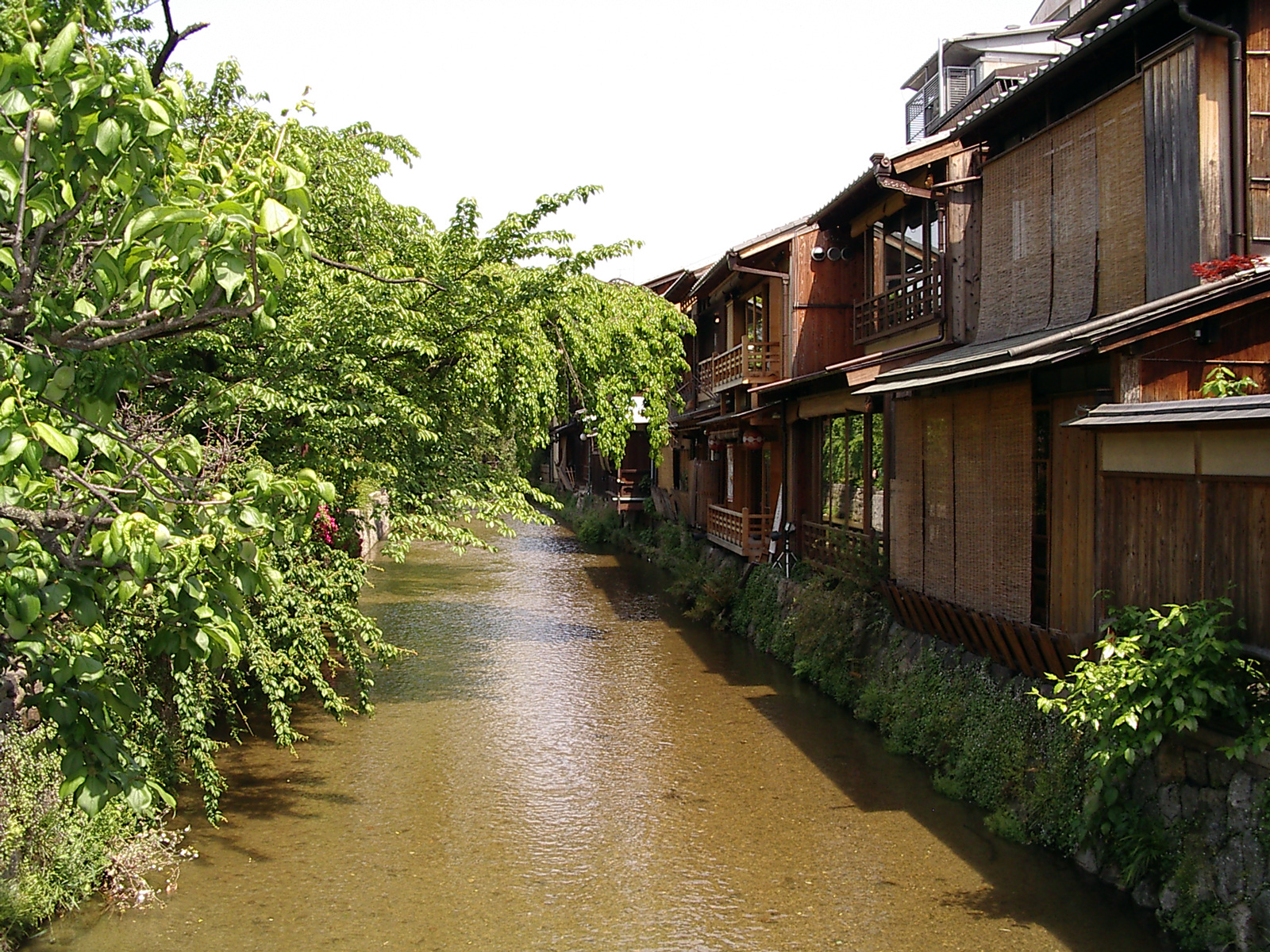
Beschermd stadsgezicht in Kyoto

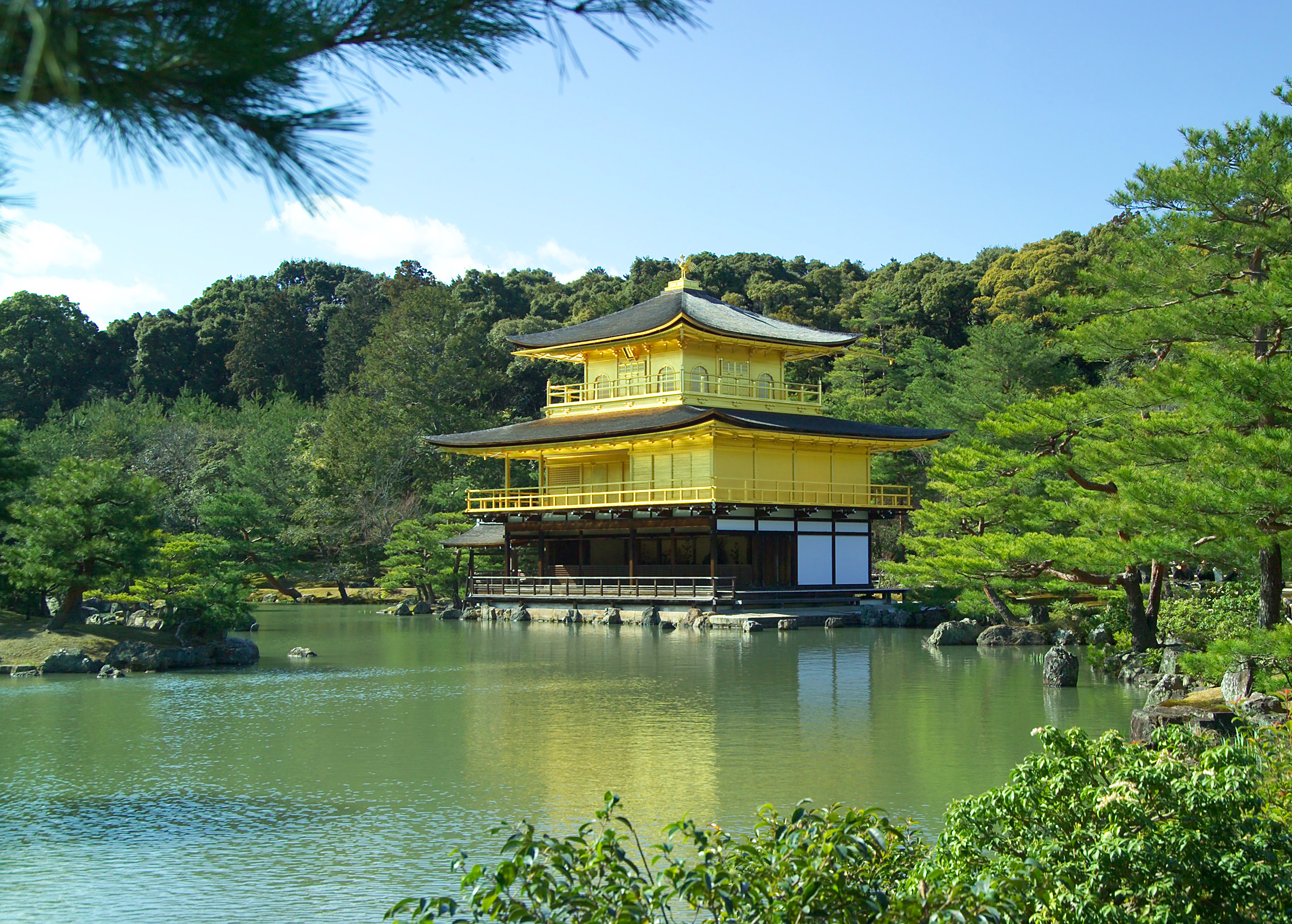
Kinkaku-ji

Om de relaties met achtereenvolgende shoguns, hun hofhouding en ambtenaren goed te houden, maakten opperhoofden van Dejima en een aantal naaste medewerkers jaarlijks, gedurende het stille seizoen, een hofreis naar Edo, waar de shogun resideerde. Het traject van de reis naar het eiland Honshu werd afgelegd per schip, op een paard en op bergachtige trajecten per draagstoel. Japanse tolken regelden onderweg logies en excursies naar tempels en kopermijnen. In etappeplaatsen als Osaka en Miako, waar de tenno, de keizer van Japan, tevens religieuze leider resideerde, werden bezoeken gebracht aan lokale autoriteiten, die allemaal met geschenken werden bedeeld, evenals hun vrouwen en kinderen.
De Nederlanders in Hirado en later in Dejima hadden de verplichting om eenmaal per jaar af te reizen naar Edo; een gehoorzaamheidsambassade. (Na 1790, werd dit door de verminderde handel, eens per vier jaar). Een dergelijke tocht kostte veel voorbereiding. De shogun had bij het vorige bezoek een lijst laten opmaken van geschenken die hij de volgende keer wilde hebben. Zoals een kristallen kroonluchter, spiegels, brillen, lenzen, sterrenkijkers, donkerekamer-glazen, barometers, kompassen, klokken, vuurwapens (zoals pistolen en twee mortieren) en een brandspuit. Verder globes, atlassen, boeken, violen, medicijnen, schilderijen met landschappen, Turkse of Perzische tapijten, damast en zijde. Maar ook dieren en exotische vogels, zaden van bloemen en planten. Omdat de Japanners van hoog tot laag veeleisend waren, vormde het gezelschap een sinterklaasstoet van met geschenken beladen lastdieren.
De stoet bestond uit het Opperhoofd in Dejima, de chirurgijn en de secretaris. Daarnaast waren er nog talloze (door de gouverneur van Nagasaki benoemde) Japanners mee, politiemensen, tolken, dragers voor de draagstoelen en voor het dragen van het eten en alle andere zaken, zoals de geschenken voor de shogun. Een dergelijke stoet kon wel uit meer dan 100 man bestaan. Het gezelschap vertrok rond half februari met de bedoeling om tegen eind maart in Edo te zijn.
De tocht was ongeveer 1500 km lang en bestond uit drie onderdelen:
- De korte landweg, van Nagasaki naar Shimonoseki. Dit stuk kostte rond een week.
- De zeereis, van Shimonoseki naar Osaka (soms naar Muro) per boot. Omdat Muro (thans Murotsu) een fraai plaatsje was en vooral omdat het bekend was om z'n goede sake, ging men daar vaak aan land. Het gezelschap overnachtte soms bij leenheren, soms bij burgemeesters en soms in tempels.
- De lange landweg, de Tokaido van Osaka naar Edo. Dit deel van de reis kostte ongeveer twee en een halve week.

In Edo verbleven de Nederlanders in de "Nagasaki-ya", een speciale herberg. De intocht in Edo was een feestelijke gebeurtenis maar als de shōgun tijd had om z'n gasten te ontvangen ging men in in een grootse optocht en in de speciale kleren naar het paleis. De audiëntie zelf was meestal van korte duur. De shōgun was zeer geïnteresseerd in (westerse) gebruiken.

De plechtigheid ontaardt tenslotte, aldus Engelbert Kaempfer, in een klucht wanneer aan de Nederlanders duyzend belachelyke en ongerymde vraagen worden gesteld. Kaempfer zelf moet bijvoorbeeld antwoorden op vragen over zijn ziekten en over de geneesmiddelen die hij daarbij had aangewend. Hij schrijft dan dat hij wist dat Japanners geïmponeerd raakten door lange en moeilijke namen en noemt dan ook als het ultieme geneesmiddel Sal volatile Oleosum Sylvii, olieachtig vlugzout van dokter Sylvius. De Japanners noteren dat letter voor letter. Vervolgens wordt de Nederlanders gevraagd hun mantels af te leggen en om allerlei handelingen te verrichten: lopen, stilstaan, dansen, springen, een dronkaard uitbeelden, gebroken Japans spreken, Hollands lezen, schilderen en zingen. Kaempfer doet dat alles naar beste eer en geweten en maakt ook zelf een dansje, terwijl hij een Duits minnelied ten gehore brengt. Zo, met dergelijke apenspelen, schrijft hij, lieten wij ons gebruiken tot vermaak van de shogun. Maar hij heeft hier wel, zoals zovele andere leden van gezantschappen voor en na hem, meegeholpen om de Nederlands-Japanse handel te laten gauderen.

Na twee tot drie weken begon men aan de terugreis.